# Nisqually

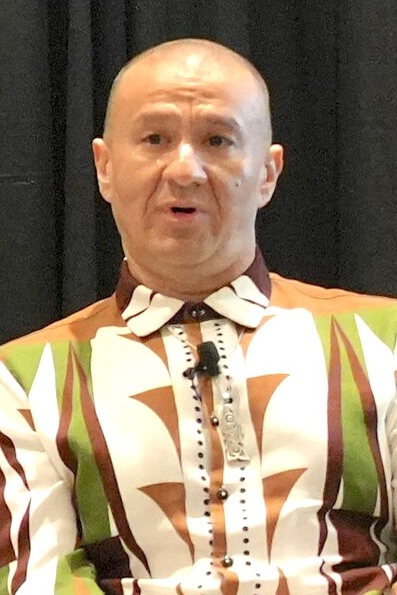
Willie Frank III, President, Nisqually Consell Tribal

Els nisqually o squalli-absch (gent del país de l'herba) són una tribu ameríndia de parla salish que viuen al delta del riu Nisqually, a la zona entre el Puget Sound i Mount Rainer a Washington. Actualment viuen a una reserva creada el 26 de desembre del 1854 com la dels puyallup. La seva llengua tenia uns 68 parlants el 1962. Segons el cens dels EUA del 2000 eren 625 individus. Segons dades de la BIA, el 1995 vivien 2.905 individus a la reserva, però només n'eren censats com a membres de la tribu 475. Culturalment, eren similars als puyallup i altres tribus de la costa del Puget Sound. Potser foren visitats per primer cop per Lewis i Clark el 1805, tot i que el navegant James Cook visità les seves costes. Dirigits pel cap Leschi, se sublevaren el 1856 amb els yakama i colville contra els nord-americans per tal d'evitar l'espoli de terres, però foren vençuts a la guerra de Puget Sound, i el seu cabdill fou executat per ordre del general Sheridan el 1857. El 1887 els nisqually reberen una reserva al seu territori juntament amb els puyallup. El 1963 participaren en les lluites dels drets de pesca a la zona amb els puyallup, de manera que el 1974 aconseguiren que el govern federal imposés els drets de pesca amerindis a l'Estat de Washington, i permetrà que les tribus sense terres hi participin.